# Ceriana petronillae
Ceriana petronillae är en tvåvingeart som först beskrevs av Camillo Rondani 1850.  Ceriana petronillae ingår i släktet griffelblomflugor, och familjen blomflugor.
Artens utbredningsområde är Italien. Inga underarter finns listade i Catalogue of Life.